# Storbritanniens MotoGP 2007
Storbritanniens MotoGP 2007 var ett race som kördes den 24 juni 2007 på Donington Park.

## MotoGP
Colin Edwards var snabbast i kvalet och höll länge ledningen i loppet men drabbade som så många andra på en upptorkande bana av däcksproblem och tvingades släppa förbi Casey Stoner. Valentino Rossi körde upp sig starkt efter en svag inledning men slutade 4:a efter att även hans däck gett sitt bästa. Debutanten Anthony West gjorde en stark körning i regnet, han slutade dock 11:a efter att ha varit omkull i en sandfålla. Hondas problem fortsatte med Dani Pedrosa som bästa Honda först på 8:e plats, trots en tidig ledning.
Racerapport på crash.net

### Resultat
| Plats | Förare           | Märke    | Grid | Kvaltid  |
| ----- | ---------------- | -------- | ---- | -------- |
| 1     | Casey Stoner     | Ducati   | 5    | 1.29,061 |
| 2     | Colin Edwards    | Yamaha   | 1    | 1.28,531 |
| 3     | Chris Vermeulen  | Suzuki   | 12   | 1.29,793 |
| 4     | Valentino Rossi  | Yamaha   | 2    | 1.28,677 |
| 5     | John Hopkins     | Suzuki   | 6    | 1.29,073 |
| 6     | Randy de Puniet  | Kawasaki | 8    | 1.29,415 |
| 7     | Alex Barros      | Ducati   | 15   | 1.30,071 |
| 8     | Dani Pedrosa     | Honda    | 3    | 1.28,863 |
| 9     | Alex Hofmann     | Ducati   | 14   | 1.29,911 |
| 10    | Marco Melandri   | Honda    | 9    | 1.29,498 |
| 11    | Anthony West     | Kawasaki | 17   | 1.30,718 |
| 12    | Toni Elías       | Honda    | 10   | 1.29,711 |
| 13    | Kurtis Roberts   | KR-Honda | 19   | 1.31,543 |
| 14    | Shinya Nakano    | Honda    | 11   | 1.29,718 |
| 15    | Makoto Tamada    | Yamaha   | 18   | 1.30,800 |
| 16    | Sylvain Guintoli | Yamaha   | 16   | 1.30,271 |
| 17    | Nicky Hayden     | Honda    | 4    | 1.29,025 |
| 18    | Loris Capirossi  | Ducati   | 13   | 1.29,900 |
| 19    | Carlos Checa     | Honda    | 7    | 1.29,281 |

## Pole Position och Snabbaste varv
| Pole Position | Tid      | Snabbaste varv | Tid      |
| ------------- | -------- | -------------- | -------- |
| Colin Edwards | 1.28,531 | Toni Elías     | 1.41,428 |